# Mahavavy
Pour les articles homonymes, voir Mahavavy sud.

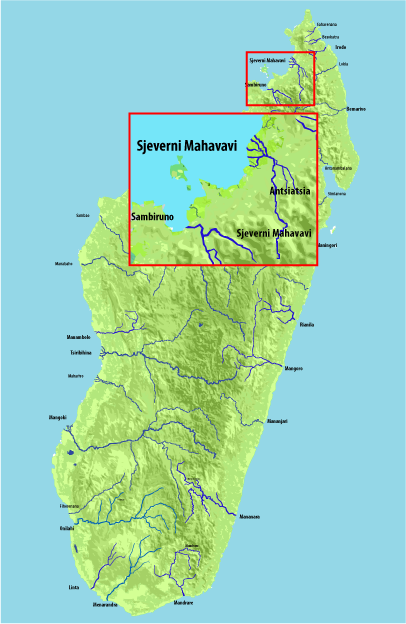
Le bassin du Mahavavy (nord).

Le Mahavavy, ou Mahavavy Nord est un fleuve du versant ouest de Madagascar dans la région Diana. Il se jette dans l'Océan Indien.